# Viquipèdia en català
La Viquipèdia en català o Viquipèdia en valencià és l'edició de la Viquipèdia en llengua catalana. Fou la tercera a crear-se, el 16 de març de 2001, pocs minuts després de la versió alemanya. Durant dos mesos fou l'única a tenir articles en llengua no anglesa, mentre que la versió alemanya romania latent. Pel nombre total d'articles, a data de juliol de 2025, és la vintena, per davant de la indonèsia i per darrere de la persa, així com la cinquena edició en llengua romànica.

## Origen
El 16 de març de 2001, Jimmy Wales va anunciar que volia crear viquipèdies alternatives en altres llengües. Afegia que un usuari tenia especial interès en la versió en català. El mateix dia, amb pocs minuts de diferència, es van crear els nous dominis «deutsche.wikipedia.com» i «catalan.wikipedia.com». D'aquesta manera, aquesta darrera esdevenia la tercera versió idiomàtica a crear-se. No se'n conserven les primeres edicions; possiblement es tracta de proves en anglès. Consta que la pàgina principal de la Viquipèdia en català la va editar el 16 de març, a les 21:07 UTC, l'usuari anònim 216.7.146.xxx.
El primer article de parla no anglesa que s'ha editat mai és el de l'àbac. El va crear el 17 de març de 2001, a les 01:41 UTC, l'usuari anònim 194.158.80.xxx, i la versió idiomàtica catalana va esdevenir la segona a tenir algun article, dos mesos abans que la castellana. El rang IP és d'Andorra i l'usuari Cdani (Daniel José Queraltó) afirma que era ell mateix. El primer usuari registrat va ser, probablement, AstroNomer, encara que no va editar cap article ni va contribuir substancialment al projecte. El primer usuari actiu, que va editar els primers articles, és Cdani, el mateix que citava Jimbo Wales. El nom de domini va canviar després a «ca.wikipedia.com» i més tard a «ca.wikipedia.org». Dos anys després es va adoptar el nom catalanitzat de Viquipèdia. Actualment també existeixen els dominis «viquipedia.org» i «viquipedia.cat», que redirigeixen a «ca.wikipedia.org».

## Evolució

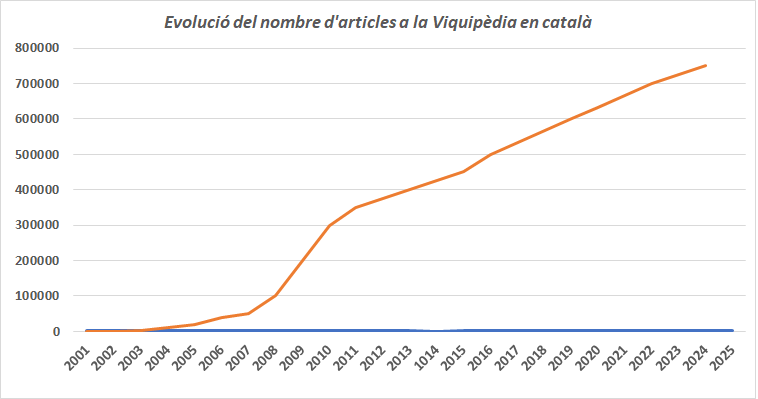

### Volum d'articles
El març del 2001, la Viquipèdia en català tenia sis articles. El 8 de març del 2003 va arribar als 1.000 articles i el febrer del 2004 en tenia 5.000. El 16 de novembre del 2004 arribà als 10.000; el 19 de novembre del 2005, als 20.000; el 6 de maig del 2006, als 30.000; el 20 de setembre del 2006, als 40.000, i el 4 de gener del 2007, a les 00:53 UTC, va assolir la xifra de 50.000 articles. El 18 de gener del 2008 arribà als 100.000, i el 21 de setembre del 2009, als 200.000. El 29 de juny del 2010 arribà als 250.000 articles. El 21 de desembre del 2010 arribà als 300.000; el 26 d'agost de 2011, als 350.000, i el 12 d'abril del 2013, als 400.000. El 3 de febrer de 2015 va aconseguir els 450.000 articles. L'11 de març de 2016 va arribar als 500.000 el 8 de gener de 2019 s'assoliren els 600.000, i el 24 d'abril de 2022 els 700.000. Dos anys més tard, el 21 d'abril del 2024, s'aconseguien els 750.000 articles.
Entre 2003 i 2011, es creaven de mitjana uns 5.300 articles mensuals o 150 cada dia. Del 2011 fins al 2019, el número abaixa a 3.100 articles mensuals, en paral·lel a un canvi en les prioritats de la comunitat on es deixa de reivindicar la quantitat d'articles per centrar-se en la qualitat dels mateixos.

### Principals esdeveniments
El 2005 es va generar un debat entre els usuaris sobre si l'edició en català també és la «Viquipèdia en valencià». No va transcendir cap proposta en ferm, atès que no es va assolir l'alt consens que s'exigia, però la majoria dels usuaris viquipedistes d'aquesta edició assumeixen que la «Viquipèdia en català» també és la «Viquipèdia en valencià», en el seu context adequat.
La Viquipèdia en català ha adquirit el costum de remarcar algunes celebracions amb variacions del logotip oficial del projecte. Els que s'han fet servir fins ara es mostren a Viquipèdia:Viquibola.
El 28 de juliol de 2007 es va fer la primera Viquitrobada entre viquipedistes de la Viquipèdia en català. El 19 de juliol de 2008 va tenir lloc la segona Viquitrobada, a la seu de la Biblioteca Nacional de Catalunya.
Arran de la Viquitrobada del 2008 es va començar a gestionar la creació d'una associació i el mateix any es va fundar Wikimedia CAT, actualment Amical Wikimedia.
El 2010, la Viquipèdia en català es posicionà primera pel que fa a la qualitat dels 1.000 articles fonamentals que tota Viquipèdia hauria de tenir. Superà així altres versions, com ara l'anglesa, la francesa o la castellana. El mateix any s'arribà a 200.000 articles.
El 2012, Amical Wikimedia va rebre el premi Pompeu Fabra en la categoria de Comunicació i Noves Tecnologies «pel seu incessant treball per a la consolidació i el creixement de la Viquipèdia en català, que ha tingut com a fruit que la versió catalana d'aquesta enciclopèdia oberta estigui entre les més prestigioses i ben posicionades i sigui homologable i superior en determinats aspectes a les versions de les grans llengües del món».
El 2013 s'arribà a 400.000 articles i es marcà un rècord d'usuaris en actiu.
L'Obra Cultural Balear atorgà el premi a la Viquipèdia en català per «la gran promoció que fa de la nostra cultura tant des del punt de vista intern, contribuint de manera decisiva a la millora dels recursos culturals disponibles en català, com des de l'òptica externa, en situar la cultura catalana en un lloc destacat dins l'univers de la cultura lliure».
L'11 de març de 2016, just quan se celebraven 15 anys de l'inici del projecte en català, s'aconseguiren 500.000 articles. El 8 de gener de 2019 s'assoliren els 600.000.
El març de 2019, la Viquipèdia en català feu una vaga de tres dies en protesta contra la Directiva sobre els drets d'autor en el mercat únic digital, atès que «en lloc de promoure una actualització de les lleis tot permetent un increment de la participació ciutadana en la societat de la informació», la nova directiva representava «una amenaça a la llibertat d'expressió i crea obstacles per accedir a la xarxa tot afegint-hi noves barreres, filtres i restriccions, abastables només per uns pocs proveïdors tecnològics arreu del món, els quals paradoxalment no són europeus».
La Viquipèdia en català va arribar a tenir fets els 10.000 articles vitals coincidint amb l'any del seu vintè aniversari, concretament el febrer del 2022. El novembre del 2022 va entrar al grup de les deu millors versions idiomàtiques pel que fa a la completesa d'aquesta llista. A data del 16 de novembre, està situada al número 9, una posició per sobre de la viquipèdia italiana i una per sota de l'alemanya.
Al febrer de 2024 la Viquipèdia en català era la cinquena pàgina més vista d'Espanya.

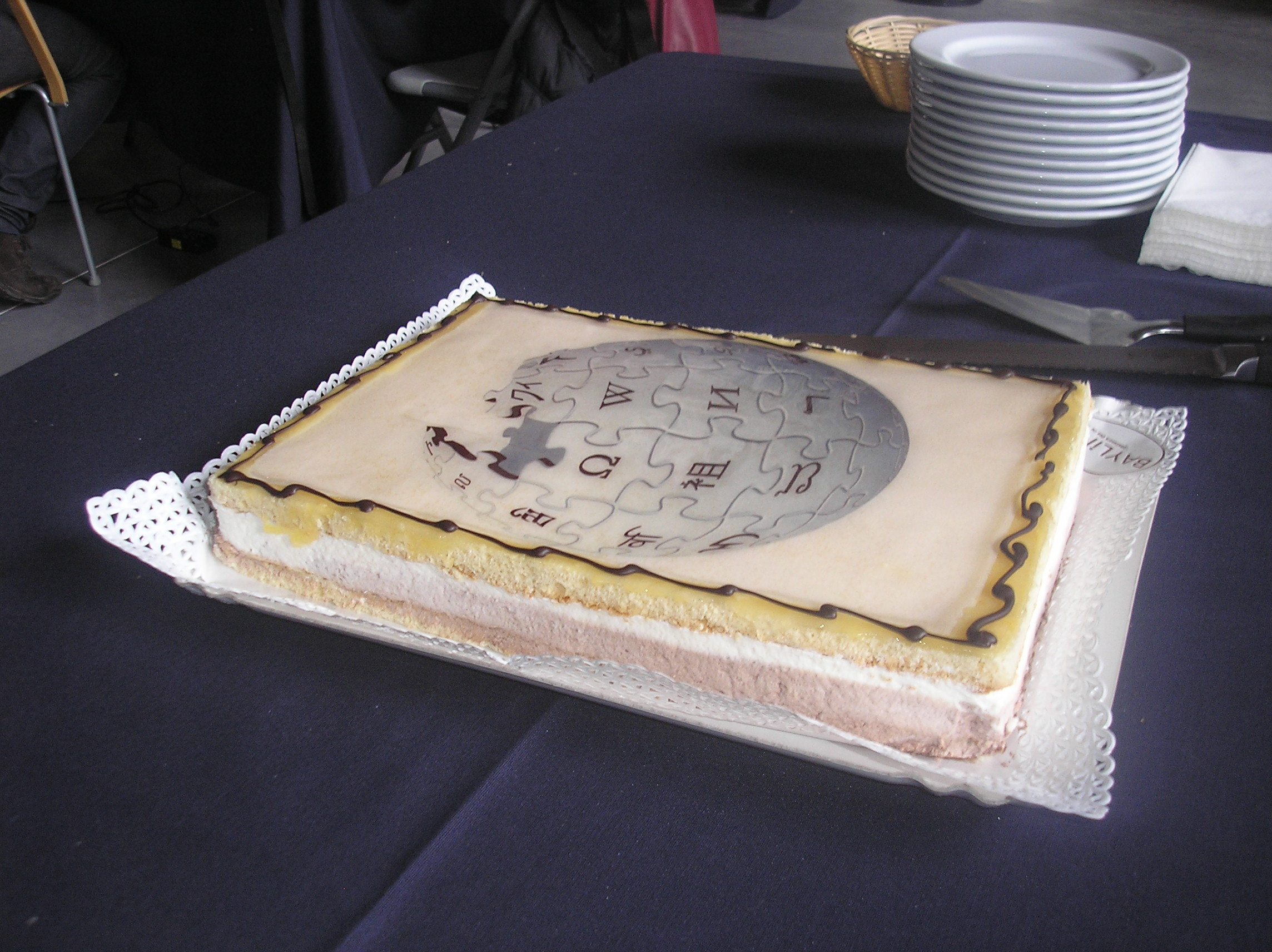
Pastís de celebració dels 12 anys de la Viquipèdia. A la Viquimarató drassanes Barcelona 16/3/2013

### Portada
A continuació hi ha una galeria de les principals formes que ha adoptat la portada al llarg dels anys fins a l'actual:

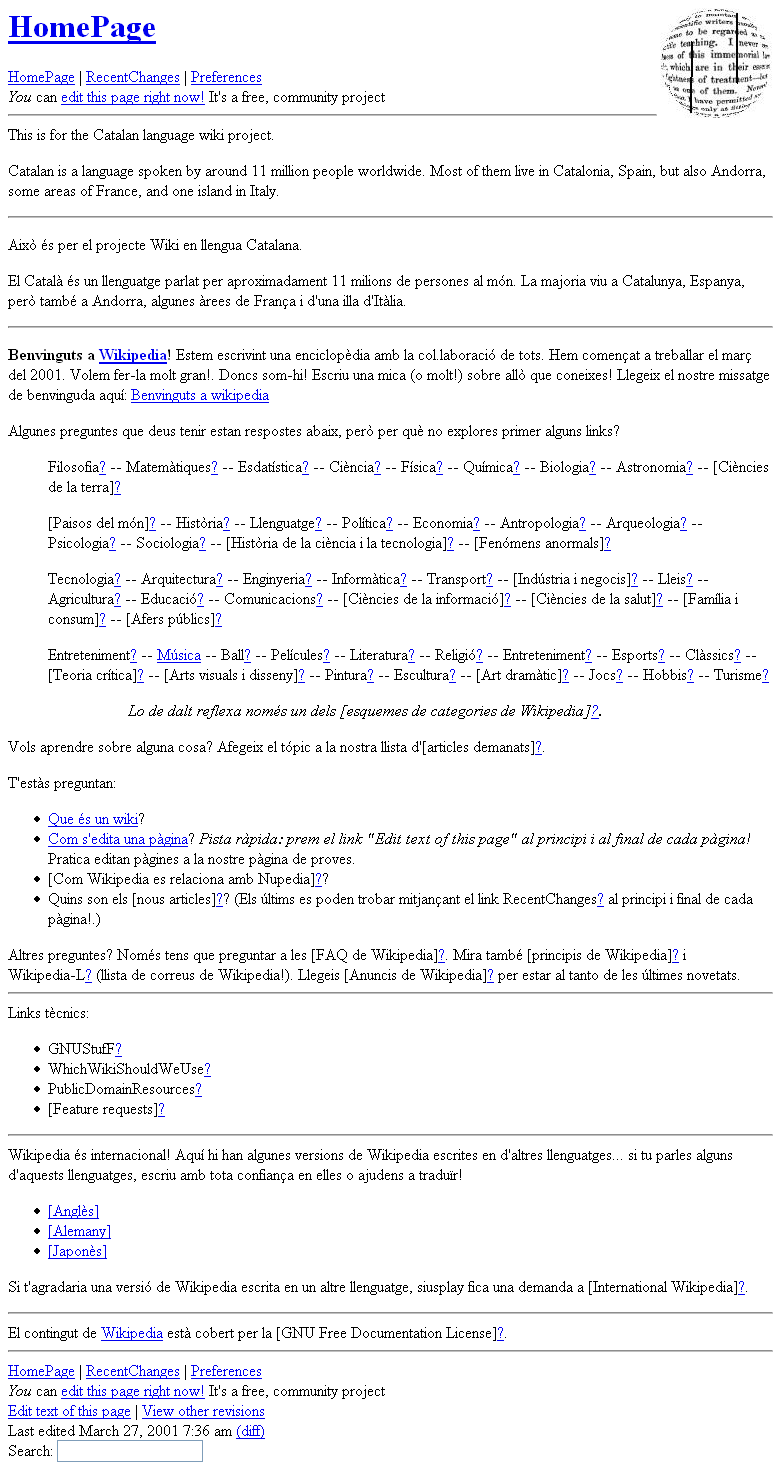
Març de 2001
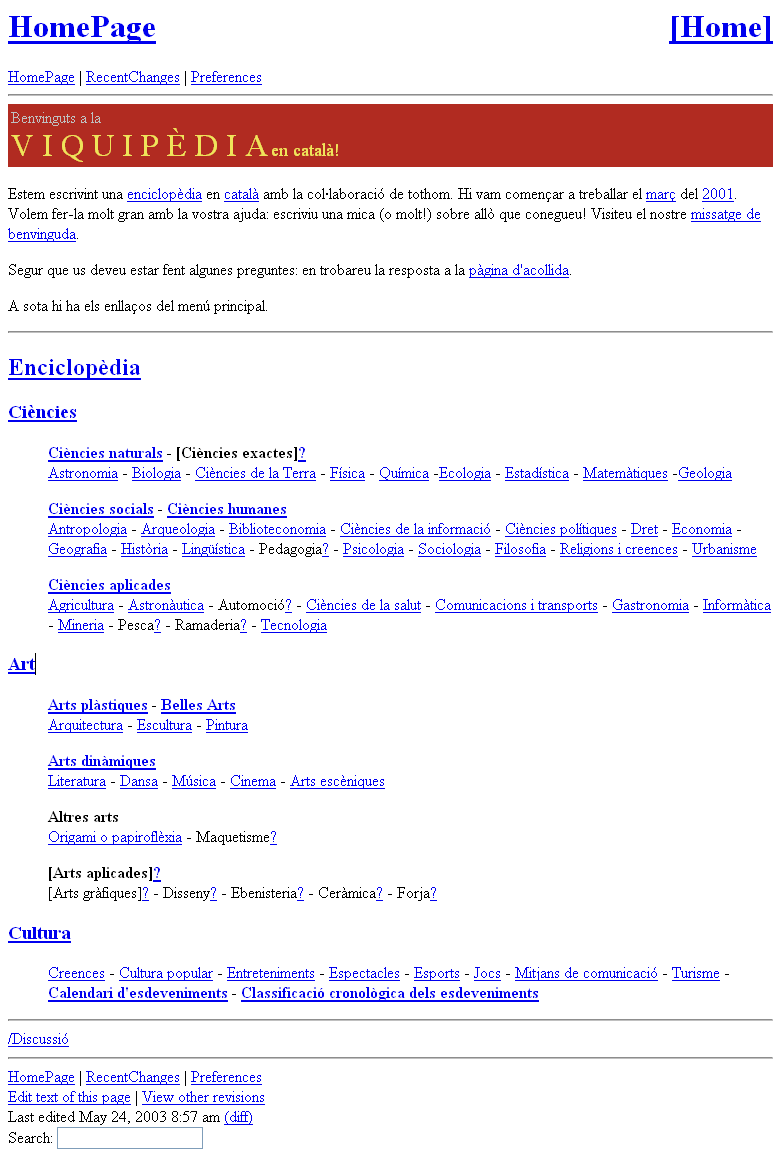
Maig de 2003
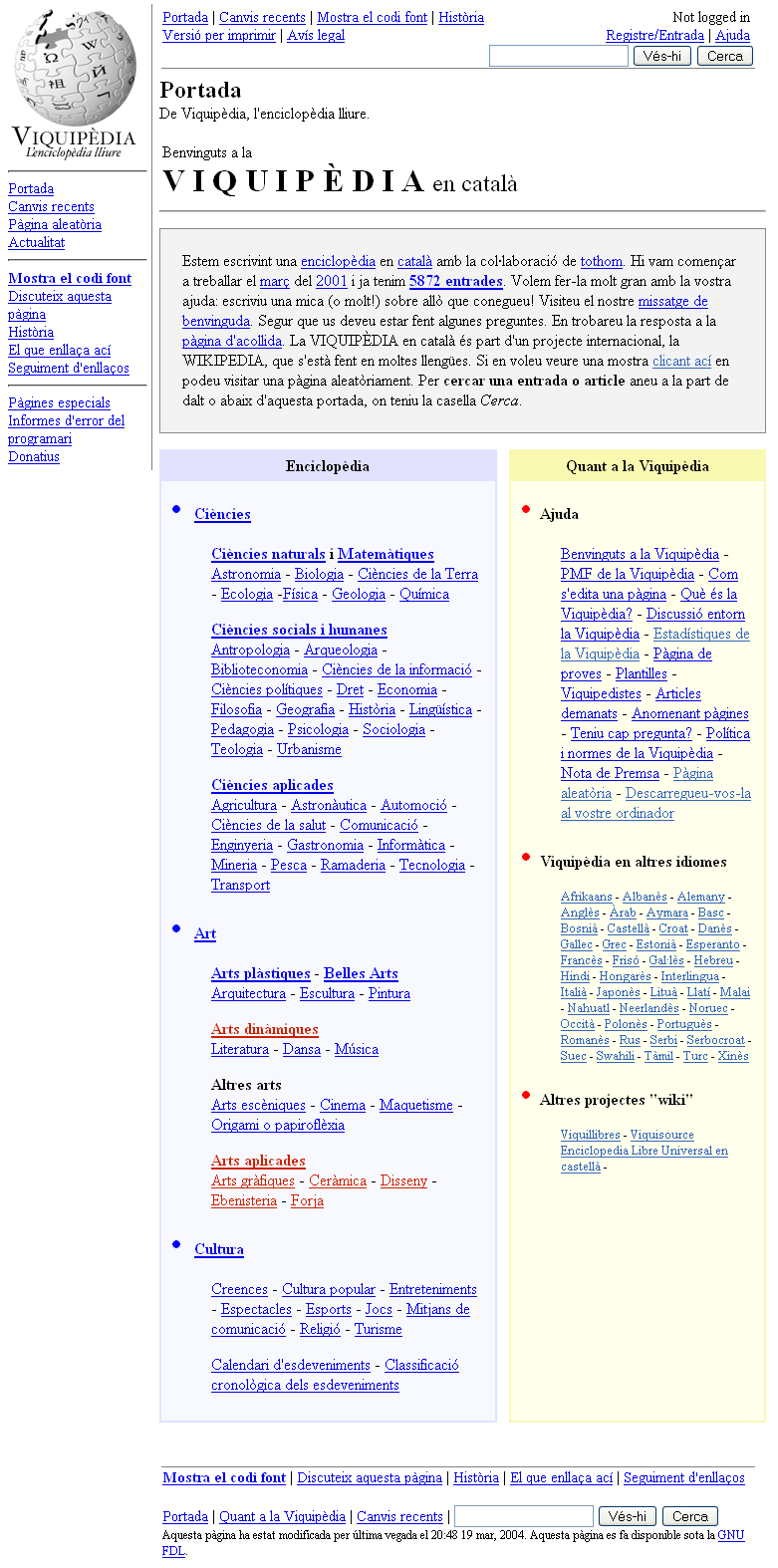
Març de 2004
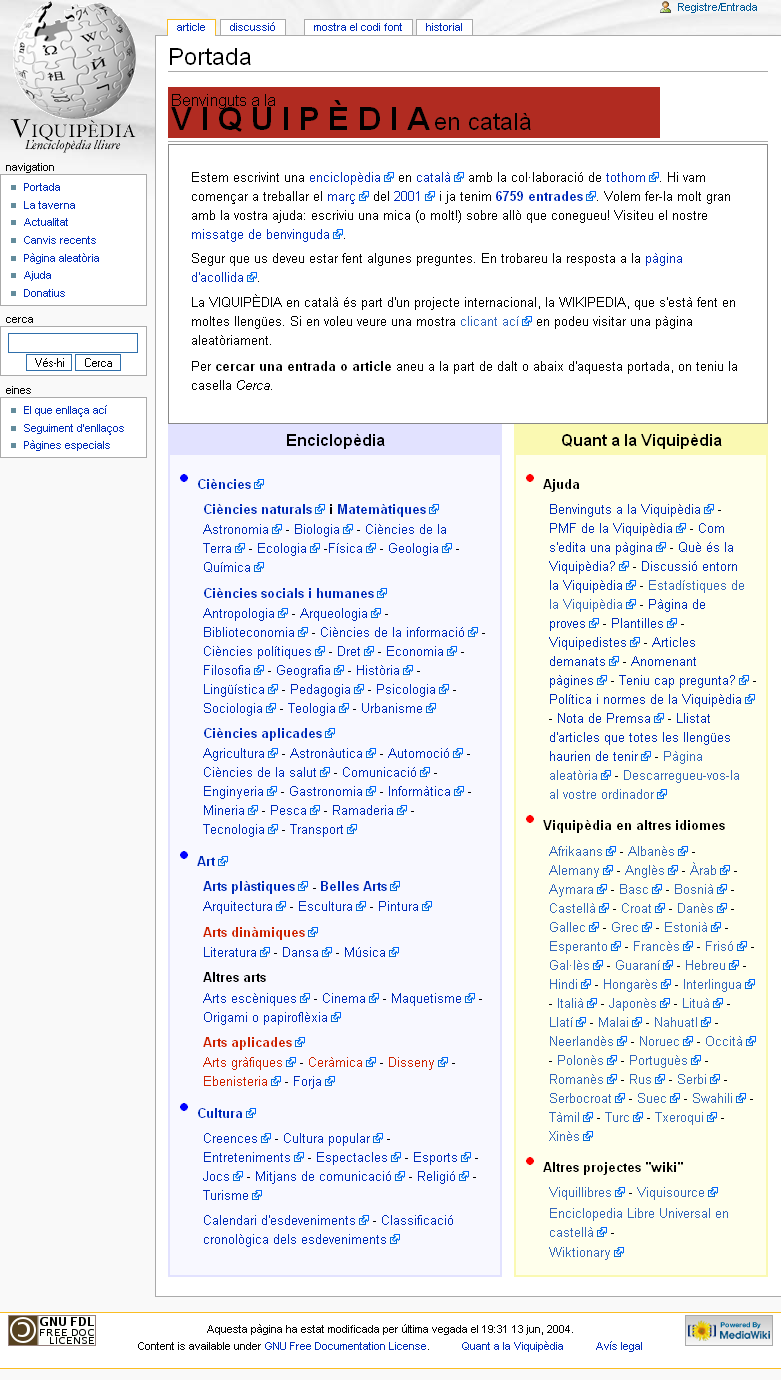
Juny de 2004
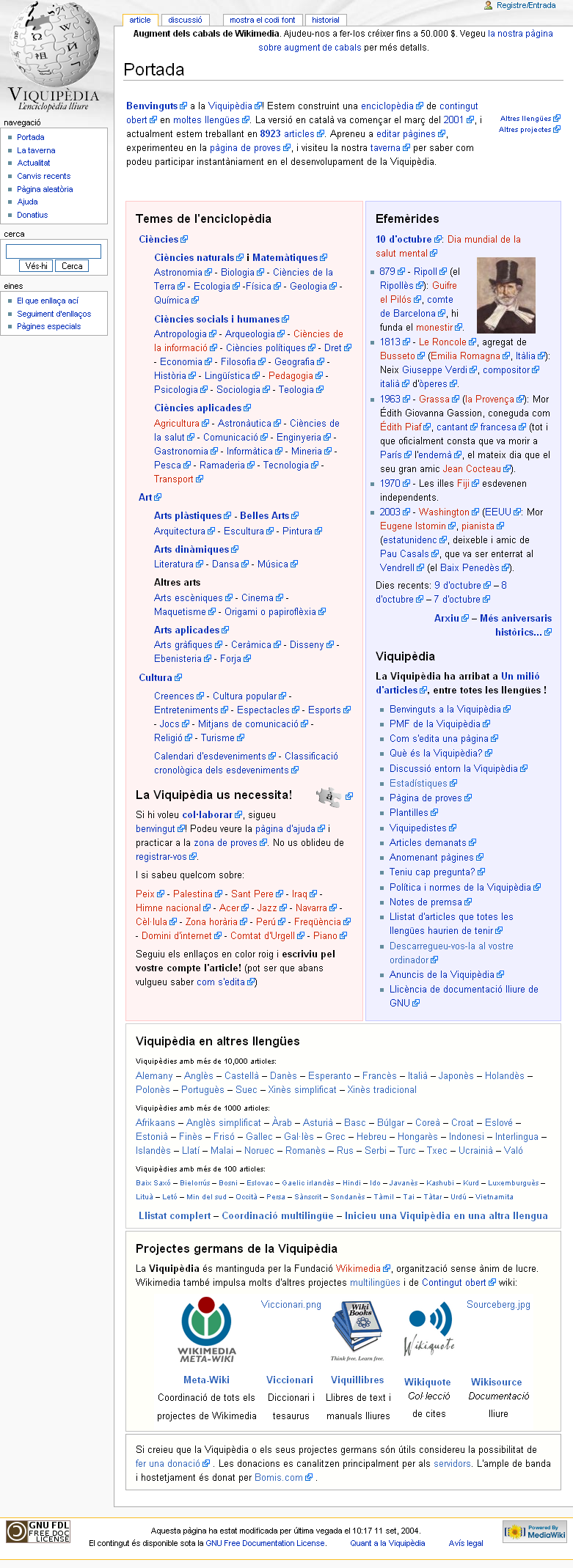
Octubre de 2004
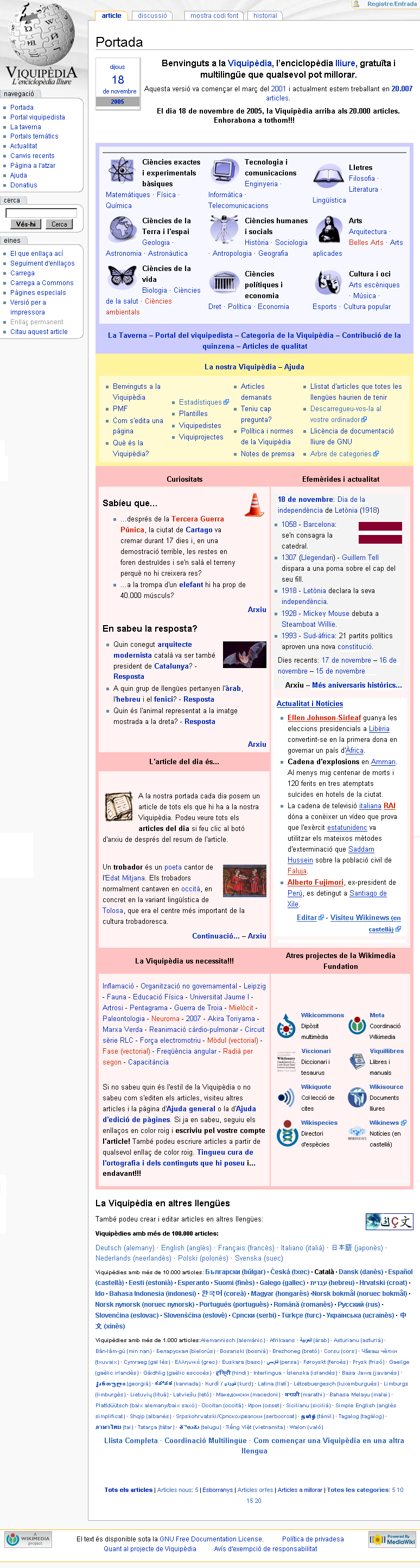
Novembre de 2005
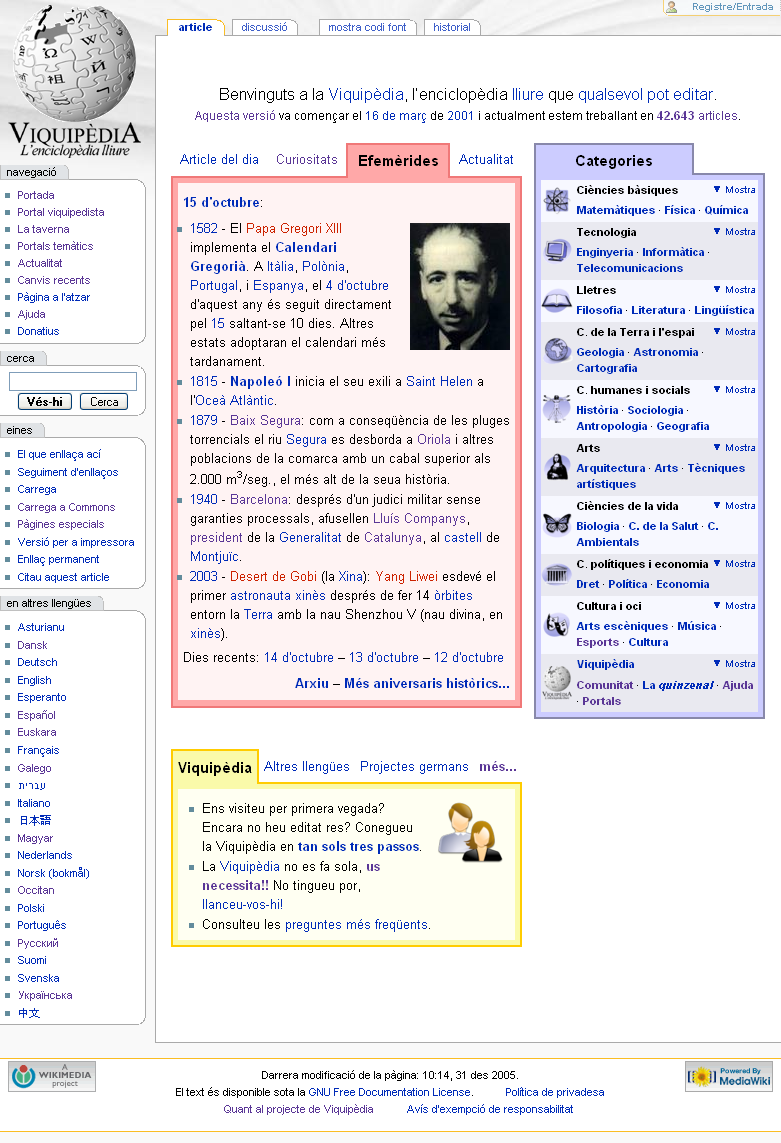
Octubre de 2006
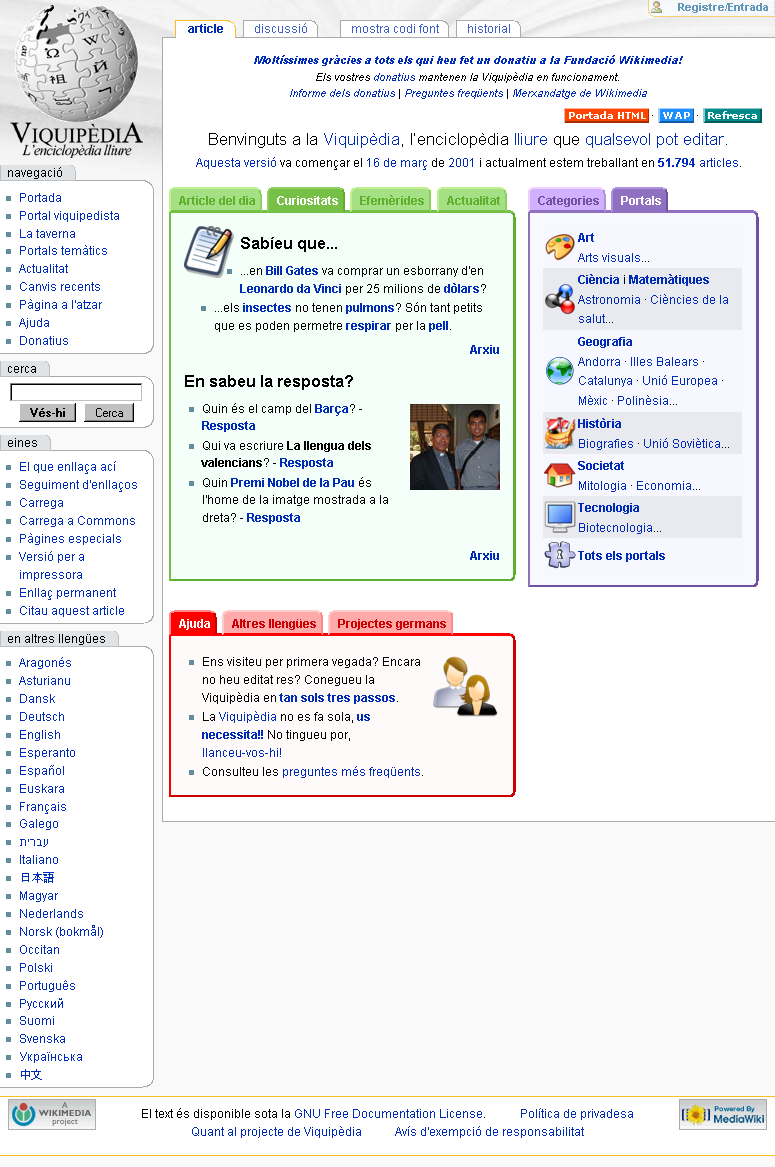
Gener de 2007
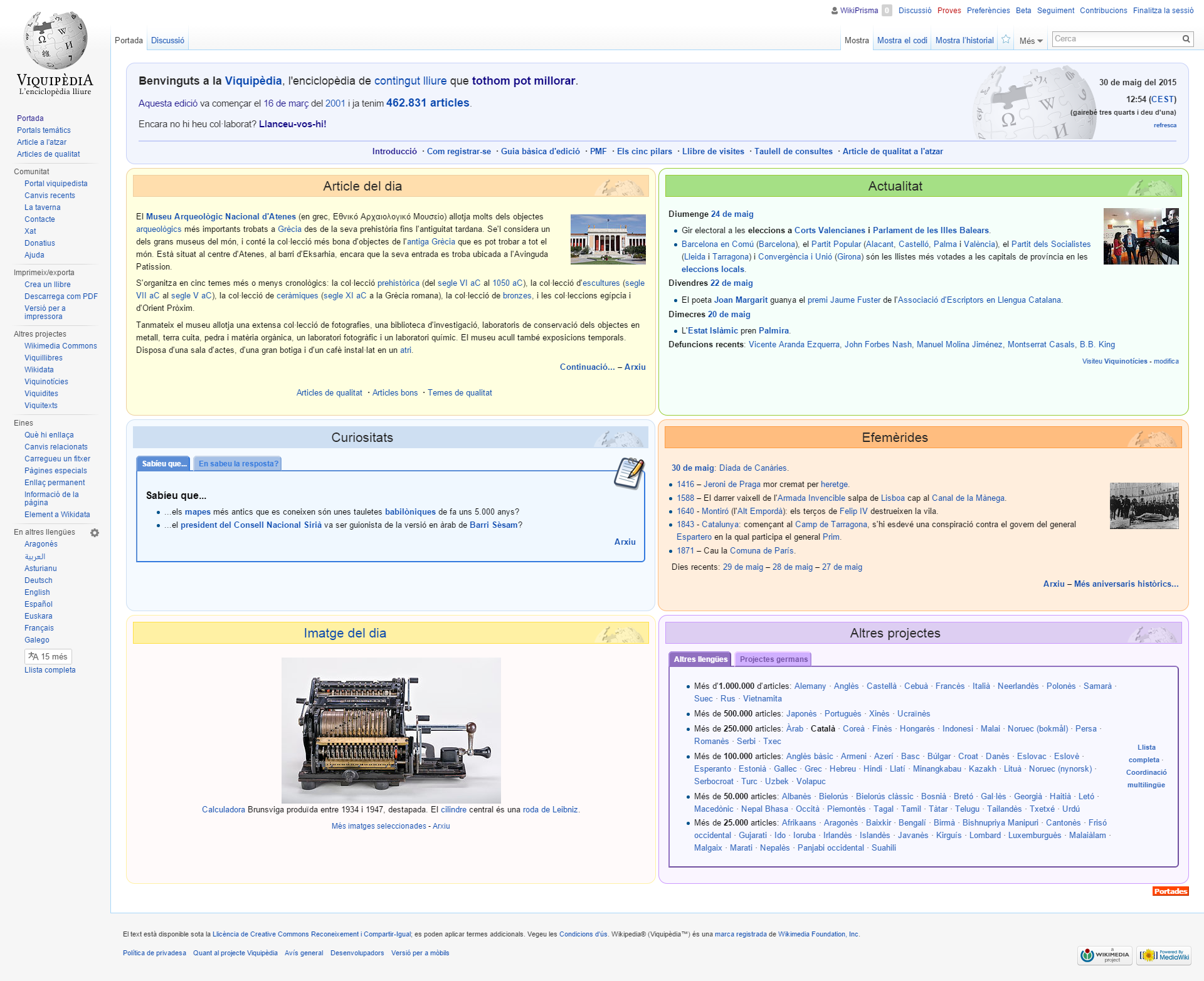
Maig del 2015
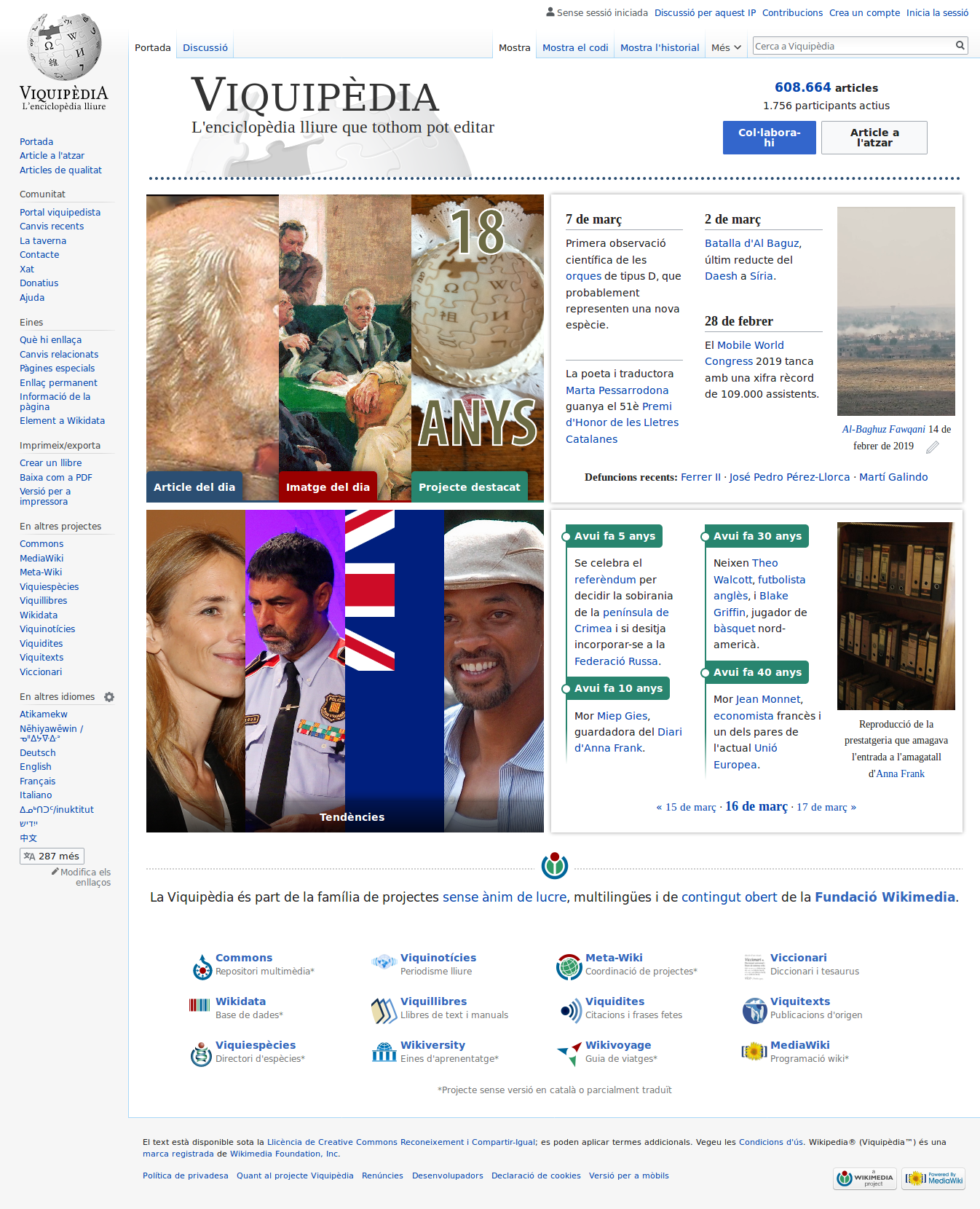
Març de 2019
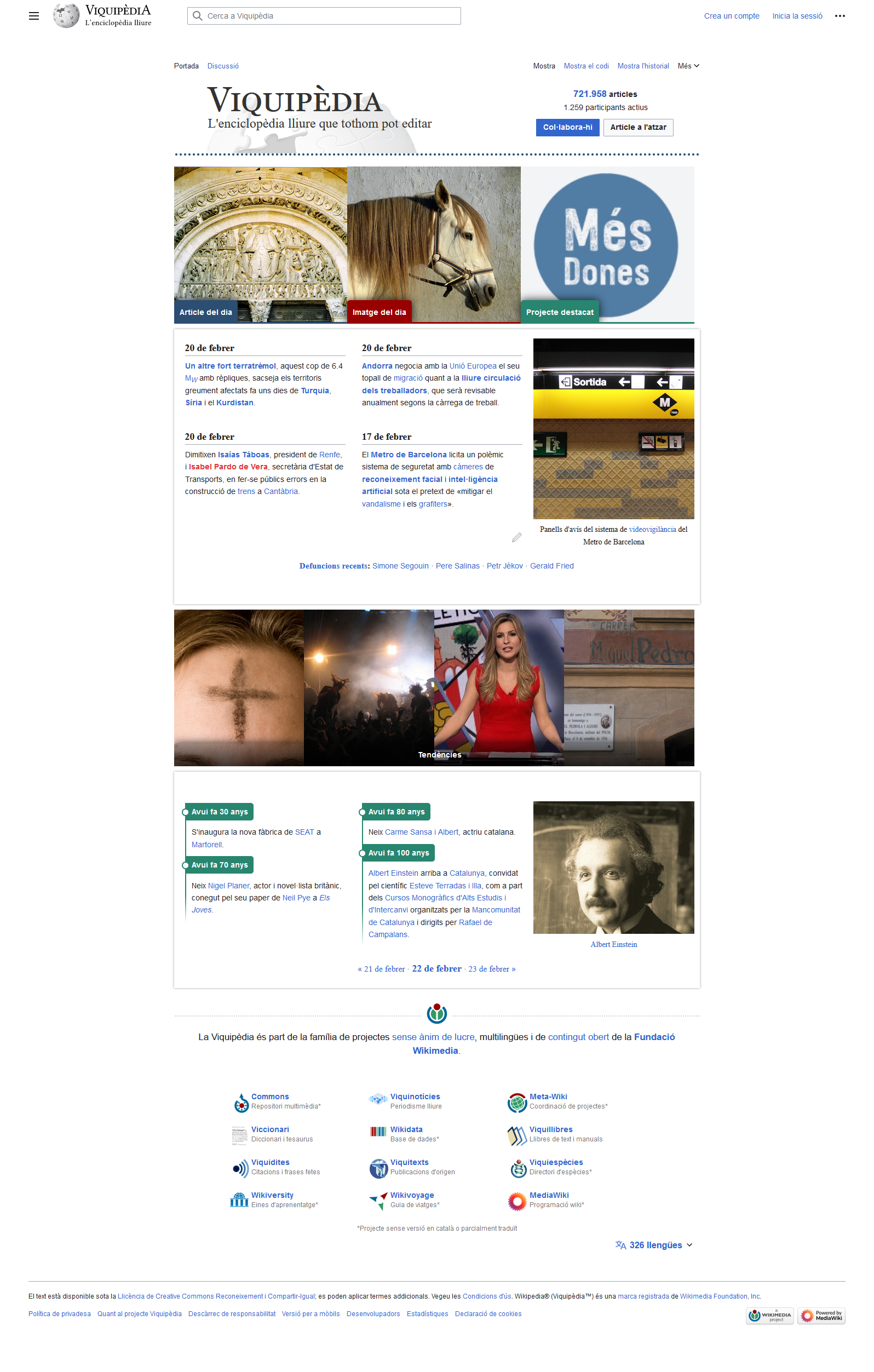
Febrer de 2023

### Contingut actual
Actualment, la Viquipèdia en català té 779.474 articles, 11.376 fitxers, 520.573 usuaris registrats i 1.953.898 pàgines totals. Té un sistema per triar quins articles s'han de considerar articles de qualitat. Ara n'hi ha 780.
Malgrat que la Fundació Wikimedia prefereix que el contingut multimèdia es carregui a la pàgina web de Wikimedia Commons, també permet que es faci a les pàgines de les diferents Viquipèdies. Per afavorir que aquests continguts estiguin disponibles més fàcilment per als projectes en qualsevol llengua, la Viquipèdia en català ja no permet que s'hi carreguin arxius que s'acceptarien a Commons (arxius de contingut lliure). D'altra banda, hi ha Viquipèdies, com l'anglesa, que permeten l'ús d'il·lustracions amb drets d'autor gràcies al fair use (ús raonable), permès en la legislació estatunidenca. La Viquipèdia en català és més restrictiva, i accepta els continguts no lliures quan no hi ha cap altra opció similar i són necessaris per comprendre una explicació. No s'accepten si l'objectiu és purament decoratiu i s'eviten en el cas de persones vives.
Des del 2004, un sistema de plantilles canvia cíclicament el contingut de la portada.

## Llibre d'estil
La Viquipèdia en català permet l'ús de qualsevol varietat dialectal formal de la llengua catalana que segueixi els criteris de l'AVL o de l'IEC. El criteri que se sol utilitzar és mantenir en tot un article la mateixa varietat. A més, en els articles referits a llocs, cultura, elements característics, etc. d'una zona concreta, se sol utilitzar la variant local.
Pau Colominas, un dels encarregats de gestionar el compte de Twitter de la Viquipèdia, assenyala que a aquesta xarxa social també intenten aplicar el pla d'integració lingüística: «No només intentem representar tot el territori als articles, i tot el món, sinó també totes les varietats lingüístiques. És una cosa que ens prenem molt seriosament. Sobre si aconseguim arribar a tot arreu... ho aconseguim, però no tant com voldríem. D'ençà que ho fem, hem pujat la quantitat de seguidors del País Valencià, per exemple».

## Activisme per la llengua
La tasca dels usuaris actius de la Viquipèdia en català ha estat, des d'un inici, molt compromesa amb l'activisme lingüístic. El mateix Jimmy Wales, fundador de la Wikipedia —també anomenat "pare de l'enciclopèdia lliure"—, ha destacat en diverses ocasions el treball i la passió dels viquipedistes catalans per la seva llengua materna. El 24 d'octubre de 2013, durant la conferència d'Open Science a la universitat Vrije Universiteit Brussel (Bèlgica), va posar d'exemple la Viquipèdia en català com a una de les «majors llengües minoritàries d’Europa» a causa de l'activisme de la seva comunitat, que provoca que la Viquipèdia sigui «molt més gran del que un s’imaginaria pel nombre de persones que parlen català». Sobre el motiu de l'activisme, va afegir que «els catalans són molt apassionats per la seva llengua, la qual ha estat històricament amenaçada».
El 27 de juny de l'any següent, durant la trobada econòmica del Fòrum Impulsa organitzada per la Fundació Princesa de Girona (Girona), va tornar a esmentar la dedicació dels viquipedistes i l'apassionament per la llengua dels parlants en català, davant de l'evolució evident de la Viquipèdia en català per unes entrades «tremendament actives». Va remarcar que el català és «un idioma petit amb una comunitat enorme» dins de la Wikipedia.

### Col·laboracions
Des de fa anys, la Generalitat de Catalunya col·labora amb la Viquipèdia en català per a promoure la visibilització de l'enciclopèdia i difondre l'ús del català. El 2007, a través del departament d'Educació i coincidint amb la commemoració del Dia Internacional d'Internet (17 de maig), es va posar en marxa el projecte la "Marató Viquipèdia". En un acte a l'Institut d'Educació Secundària Salvador Espriu de Barcelona, el conseller d'Educació, Ernest Maragall, va explicar que la proposta pretenia introduir la Viquipèdia en català als centres d'ensenyament primari i secundari de Catalunya, de manera que els alumnes es familiaritzessin amb l'enciclopèdia digital i amb la dimensió col·laborativa del projecte. En termes de contingut enciclopèdic, l'objectiu principal era aconseguir superar la xifra dels 100.000 articles creats abans que acabés l'any. Al mateix temps, la proposta proporcionava publicitat per a fer conèixer el projecte viquipedista en català i promoure l'ús d'Internet a les aules.
Malgrat que la meta quantitativa no s'assolís —la Viquipèdia en català va arribar a superar els 100.000 articles tres setmanes després, el 18 de gener del 2008—, la campanya escolar, que permetia escriure articles en català durant la classe, va tenir un paper important de contribució a l'expansió exponencial del contingut de l'enciclopèdia.
El 30 de juliol del 2012, a més a més, el conseller de Cultura de la Generalitat de Catalunya, Ferran Mascarell, va signar acords de col·laboració amb les associacions Lectura Fàcil i Amical Wikimedia —amb el president de l'associació del moment, Joan Ramon Gomà—, per tal de promoure i difondre la llengua catalana. Atesa la importància de comptar amb una edició catalana de la Wikipedia, enciclopèdia lliure que facilita el foment i la difusió del català a Internet, el conveni de col·laboració amb l'associació Amical Wikimedia establia un canal de comunicació entre ambdues organitzacions per a difondre els continguts i la utilització de la Viquipèdia. Per una banda, Amical Wikimedia es comprometia a assessorar la Direcció General de Política Lingüística per a potenciar l'ús de la plataforma i dels projectes formatius relacionats amb l’aprenentatge de la llengua catalana. També li facilitaria dades relatives als indicadors de visibilitat del català a Internet, com el nombre d’usuaris i al volum d’articles en llengua catalana. Per l'altra banda, el Departament de Cultura accedia a cedir el dret de difusió dels articles, assajos, estudis i altres materials de producció pròpia —editats i publicats per la Direcció General de Política Lingüística—, per tal de ser penjats a la Viquipèdia. A més a més, es comprometia a oferir suport tècnic en toponímia i en terminologia catalana, difondre la Viquipèdia i impulsar accions de sensibilització de l’ús del català a Internet.

### Reconeixements
Al llarg dels més de vint anys d'activitat, la Viquipèdia en català ha rebut nombrosos reconeixements públics per la seva tasca. Per ordre cronològic, es detallen a continuació:
- El 2011, la Viquipèdia en català fou guardonada "ex aequo" —juntament amb la Càtedra Màrius Torres de la universitat de Lleida— amb el Premi LletrA de projectes digitals a interent, convocat per la Fundació Prudenci Bertrana i destinat a la millor iniciativa a Internet per a promoure la literatura catalana. El premi fou recollit pel president de l'associació Amical Wikimedia del moment, Joan Ramon Gomà, que destacà l'impacte d'aquesta enciclopèdia, una obra col·lectiva i de consulta gratuïta i, per aquest mateix motiu, «molt més potent». En aquell moment, el català es situava en la catorzena posició en l'àmbit mundial per nombre d'articles escrits.[44][45]

- El 2012, l'Associació Amical Wikimedia va rebre el premi Pompeu Fabra, concedit per la Generalitat de Catalunya, en la categoria de Comunicació i Noves Tecnologies «pel seu incessant treball per a la consolidació i el creixement de la Viquipèdia en català, que ha tingut com a fruit que la versió catalana d'aquesta enciclopèdia oberta estigui entre les més prestigioses i ben posicionades i sigui homologable i superior en determinats aspectes a les versions de les grans llengües del món».[23]

- El 2013, la Viquipèdia en català va guanyar el premi 31 de Desembre de la modalitat Francesc de Borja Moll, destinat a entitats destacades a les Illes Balears per la seva dedicació a la normalització de la llengua, la cultura o la identitat nacional. Com a justificació de l'atorgament del guardó a la comunitat viquipedista catalana, la institució cívica i cultural de les Illes Balears Obra Cultural Balear va destacar, «la gran promoció que fa de la nostra cultura tant des del punt de vista intern, contribuint de manera decisiva a la millora dels recursos culturals disponibles en català, com des de l'òptica externa, en situar la cultura catalana en un lloc destacat dins l'univers de la cultura lliure».[46][47]

- El 2014, la comunitat viquipedista catalana fou nominada al Premi Martí Gasull i Roig concedit per Plataforma per la Llengua a l’exemplaritat en defensa de la llengua, juntament amb l’activista Joan-Carles Martí i Casanova i l'Assemblea de Docents de les Illes Balears, qui foren guardonats.[48] El jurat considerà que «l’èxit de Viquipèdia és l’èxit col·lectiu i voluntari fruit de la dinàmica pròpia d’una societat que vol posar la llengua catalana al màxim nivell internacional», al mateix temps que va destacar que, des de la seva creació el 2001, «no ha parat de créixer, en articles, qualitat dels articles, viquipedistes (persones que col·laboren i creen articles) i usuaris».[49]

- El 2021, coincidint amb la celebració del vintè aniversari de la Viquipèdia en català i en motiu del desè aniversari de Núvol, el diari digital va atorgar el Premi Homo Fabra dels Premis Núvol a la comunitat de viquipedistes voluntaris. L'acte de lliurament de premis es realitzà al Centre Artesà Tradicionàrius de Barcelona.[50][51]

### Visibilització a Internet i Twitter
La visibilització a Internet és un factor determinant a la tasca de difusió de la llengua catalana i del contingut de la Viquipèdia en català. En una entrevista realitzada per Plataforma per la Llengua, el viquipedista Arnau Duran va assenyalar que «els viquipedistes creiem fermament en el potencial de les noves tecnologies, xarxes socials, i l'Internet en general com a eina per fer avançar la nostra llengua, per normalitzar-la en l'ús quotidià». A més a més, en una situació similar a la de la Viquipèdia dins del marc de la visibilització i el posicionament a la xarxa digital, destacava que «un estudi sobre el Twitter apuntava que el català és la 19a llengua més utilitzada en aquesta xarxa social, quan es tracta de la 72a més parlada al món», una evidència del desig dels catalanoparlants de «viure plenament amb normalitat en la nostra llengua».
Tanmateix, una de les problemàtiques que més angoixa als viquipedistes és la poca visibilització que rep l'enciclopèdia digital catalana. El viquipedista Xavier Dengra exposava el 2021 que «la Viquipèdia s'està convertint en un projecte molt poc visible» i, a més a més, «amb molt poc suport de segons quins sectors», entre els quals destacava l'àmbit de «les configuracions i la tecnologia». Entre els diversos impediments de visibilització, destaquen el baix posicionament de l'enciclopèdia catalana al cercador general de Google i la necessitat de configurar els cercadors per a disposar de la seva versió en català. En termes generals, a 30 de novembre de 2022, el baròmetre de l'ús del català a Internet de WICCAC indica que el percentatge global d’ús del català és del 66,36% (alt). No obstant això, 10 dels 35 sectors que l'estudi analitza presenten una reducció del percentatge inferior al 50%.
En un intent de millorar la situació de la Viquipèdia en català a la xarxa digital, els últims anys la comunitat viquipedista ha participat activament a Twitter. Des de finals de 2018, els encarregats de gestionar la xarxa social són els viquipedistes Xavier Dengra i Pau Colominas. Amb l'objectiu que la Viquipèdia «tingui més lectors, més editors, que la gent ens conegui i participi a la Viquipèdia», difonen des de la xarxa social articles viquipèdics que combinen i relacionen amb l'actualitat: «donem context a l'actualitat. Això és una cosa que enganxa bastant a la gent. Fa que el nostre Twitter pugui ser una mica referent en qüestions d'actualitat». La seva estratègia de vincular els seus tuits a la dimensió d'actualitat —entesa per molts de to humorístic—, han provocat un increment de la seva repercussió a la xarxa dins del marc de la comunitat catalana.
No obstant això, aquesta repercussió també compta amb un aspecte negatiu, perquè, en paraules de Dengra, «Twitter s'està convertint en una de les nostres fonts d'accés principals, quan hauria de ser una cosa tan establerta a la societat». El fet que la xarxa social sigui la font que proporciona més visibilització a l'enciclopèdia catalana posa en evidència «la mala situació lingüística», juntament amb «la mala qualitat d'accessos que tenim».
Així mateix, el compte oficial de Twitter de la Viquipèdia en català també ha trobat dificultats de visibilitat en aquesta xarxa. Twitter va denegar la verificació sol·licitada pel compte, insígnia que permetria la catalogació de la Viquipèdia com a compte d'interès públic confirmat, tot i que la Viquipèdia compta amb més de 45.300 seguidors i publica regularment, fets que s'adeqüen als tres requisits de la xarxa de ser «autèntica, notòria i estar activa».
El 6 de juny del 2021, el compte de la Viquipèdia en català va denunciar la discriminació en el següent tuit: «Malgrat ésser el 4t compte oficial de Viquipèdia amb més seguidors a Twitter del món —i la llengua que hi comparteix contingut més activament— sembla que la Viquipèdia en català encara no mereix la verificació. Gràcies per llegir-la, seguir-la, editar-la i fer-la possible!».